# Serra de São Bento
Serra de São Bento est une municipalité brésilienne située dans l'État du Rio Grande do Norte.